# Luca Guadagnino
Luca Guadagnino, né le 10 août 1971 à Palerme en Sicile (Italie), est un réalisateur,  producteur et scénariste italien.

## Biographie

### Jeunesse et formation
Luca Guadagnino, né à Palerme, d'un père sicilien et d'une mère algérienne, il passe une partie de son enfance en Éthiopie, où son père enseigne l'Histoire et l'italien. La famille a quitté l'Éthiopie pour l'Italie en 1977 pour échapper à la guerre civile éthiopienne et s'est installée à Palerme.
Il étudie en Lettres à l’université de Palerme, puis obtient un diplôme en Histoire du cinéma à l'université de Rome « La Sapienza » grâce à une thèse sur l'œuvre du réalisateur américain Jonathan Demme.

### Carrière
À partir de 1996, il réalise des documentaires, puis passe à la réalisation de longs métrages avec The Protagonists, qui connaît sa première mondiale le 8 septembre 1999 à la Mostra de Venise et y remporte le FEDIC Special Award.
Parmi ses réalisations, le documentaire Bertolucci on Bertolucci (2013) a été présenté, entre autres lieux, à la Cinémathèque française.
En 2010, il est membre du jury de la Mostra de Venise, présidé par Quentin Tarantino. 
En 2015, lors de la présentation du film franco-italien A Bigger Splash, remake de La Piscine,  qui met en scène des acteurs tels que Tilda Swinton, Ralph Fiennes, Dakota Johnson, Matthias Schoenaerts et Corrado Guzzanti, il annonce qu'il réalisera le remake de Suspiria de Dario Argento (1977).
Au cours de l'été 2016, il tourne le film Call Me By Your Name. C'est le vétéran James Ivory qui signe le scénario du film inspiré du roman d'André Aciman.  Le film est tourné en Lombardie et met en vedette l'acteur franco-américain Timothée Chalamet et l'acteur américain Armie Hammer dans les rôles respectifs d'un adolescent et d'un jeune homme qui tombent amoureux lors d'un été au milieu des années 80 en Italie. Très bien accueilli par la critique, le film reçoit en outre quatre nominations aux Oscars et trois aux Golden Globes. Le film a gagné l'Oscar pour meilleur scénario adapté. 
En 2018, son film Suspiria est sélectionné à la Mostra de Venise.  Cette nouvelle version du célèbre film de Dario Argento a la particularité d'avoir une distribution entièrement féminine au sein de laquelle on retrouve notamment Dakota Johnson et Tilda Swinton, avec qui Guadagnino avait travaillé sur A Bigger Splash, ainsi que Jessica Harper, vedette du film original. Plus long que l'œuvre dont il s'inspire, le nouveau Suspiria divise la critique.
Lors du Festival international du film de Saint-Sébastien 2020, il préside le jury de la sélection officielle.

## Vie privée
Guadagnino est en couple depuis 2017 avec Ferdinando Cito Filomarino,, metteur en scène italien.

## Filmographie

### En tant que réalisateur

#### Longs métrages

##### Fiction
- 1999 : The Protagonists
- 2005 : Melissa P.
- 2009 : Amore
- 2015 : A Bigger Splash
- 2017 : Call Me by Your Name
- 2018 : Suspiria
- 2022 : Bones and All
- 2024 : Challengers
- 2025 : Queer
- 2025 : After the Hunt
- 2026 : Artificial

##### Documentaires
- 2003 : Mundo civilizado
- 2004 : Cuoco contadino
- 2008 : The Love Factory n°3 Pippo Delbono : Besogna morire
- 2011 : Inconscio italiano
- 2013 : Bertolucci on Bertolucci coréalisé avec Walter Fasano
- 2020 : Salvatore : Shoemaker of Dreams

#### Télévision
- 2020 : We are who we are (série télévisée)

#### Courts métrages
- 1997 : Qui
- 2000 : L'uomo risacca
- 2001 : Au revoir
- 2002 : Tilda Swinton: The Love Factory (documentaire)
- 2004 : Arto Lindsay Perdoa a Beleza (The Love Factory Series, documentaire)
- 2007 : Part deux
- 2010 : Chronology
- 2011 : Inconscio italiano (documentaire)
- 2012 : Destinée
- 2012 : Here
- 2012 : One Plus One
- 2013 : Walking Stories
- 2019 : The Staggering Girl
- 2020 : Fiori, fiori, fiori
- 2020 : Salvatore Ferragamo : Campaign Spring Summer 2021
- 2021 : O Night Divine
- 2022 : Fendi Peekaboo Campaign

#### Clips
- 2000 : Asile's World d'Elisa
- 2021 : Tell Me You Love Me de Sufjan Stevens
- 2023 : (You Made It Feel Like) Home de Trent Reznor & Atticus Ross

Publicité
- 2024 : N°5 Chanel avec Margot Robbie et Jacob Elordi

### En tant que scénariste

#### Longs métrages
- 1999 : The Protagonists
- 2005 : Melissa P.
- 2009 : Amore

#### Courts métrages
- 2001 : Au revoir
- 2010 : Chronology
- 2012 : Here

### En tant que producteur

#### Longs métrages
- 2025 : Atropia de Hailey Gates

## Distinctions

### Récompenses
- David di Donatello 2019 : Meilleur scénario original adapté pour Call Me by Your Name
- Mostra de Venise 2022 : Lion d'argent du meilleur réalisateur pour Bones and All

### Nomination
- 2018 : producteur[12] pour l'Oscar du meilleur film, Call Me by Your Name